# トリパルタイト型機雷掃討艇
トリパルタイト型機雷掃討艇（英語: Tripartite class minehunter）は、オランダ・フランス・ベルギーの3ヶ国共同開発による機雷掃討艇のシリーズ。
3ヶ国共同開発であることからこの名があり、「三国協同型」とも称される。最終的に36隻が建造され、中古艇の取得も含めると、開発国以外にもパキスタンやインドネシア、ラトビアでも運用されている。

## 来歴
1952年、北大西洋条約機構（NATO）の主要司令部の一つとして海峡地区連合軍（ACCHAN）が編成された。これはドーバー海峡の防衛警備を担当しており、同海峡に接するイギリス、フランス、ベルギー、オランダの部隊によって編成されていた。ACCHANにおいては、海域という特性上から当初より対機雷戦に重点が置かれており、1973年5月には常設の対機雷戦部隊として海峡常設海軍部隊（STANAVFORCHAN）が設置された。
これら4ヶ国は、いずれも、1950年代に就役させた掃海艇を主力としていた。これらは朝鮮戦争での感応機雷に対する対機雷戦の経験を踏まえた戦後第1世代の艇であったが、1980年代には寿命を迎えると予測されていた。また当時、感応機雷の技術進歩が著しく、従来の機雷掃海よりも機雷掃討の手法に注目が集まるようになっていた。このことから、フランスは1972年より、新開発のDUBM-20機雷探知機とPAP-104機雷処分具を装備した掃討専用艇としてシルセ級機雷掃討艇を少数建造した。その実績に自信を得た同国は、1973年、STANAVFORCHANのうち独自の研究開発を進めるイギリスを除く他の2ヶ国（ベルギー・オランダ）とともに機雷掃討艇の共同研究に着手し、1974年12月には3ヶ国の海軍参謀長による合意がなされた。

## 設計
本級の設計の大きな特徴が、建材として繊維強化プラスチック（FRP）を採用していることにある。第2次世界大戦末期の磁気機雷の出現を受けて、掃海艇の非磁性化の要請から、戦後第1世代の掃海艇はいずれも木造艇とされていた。しかしその後、木材の高騰と木船建造技術者の減少を受け、掃海艇のFRP化が模索されるようになり、1972年には世界初のFRP掃海艇としてイギリス海軍の「ウィルトン」が進水した。同艇は、第四次中東戦争中に機雷封鎖されたスエズ運河の啓開作業等で成果を残し、コスト低減とあわせてFRP艇の有用性を強く印象づけた。また当時、欧州各国においては、1950年代に木造掃海艇を大量建造して以降に木造艇の需要が薄く、15-20年の空白期間があったため、次世代掃海艇の建造態勢を事実上一から構築する必要があり、したがって木造艇に拘泥する必要が薄かった。このことから、本型においても、英国と同様のFRP艇とされることとなった。
構造面では、基本的には木造艇の手法をそのままFRPに適用したものとなっている。イギリスがやや先行して建造したハント級掃海艇と同様、木製船殻構造を踏襲した横肋骨方式が採用されており、骨部材と単板式の外板を、外板を突き抜けない程度のFRP製ピンによって取り付けるという手法が採用されている。フレームライン形状は丸型とされた。
本型は、2系統の特徴的な推進装置を備えている。巡航および8ノットでの掃討用としては、SWD社製のRUB215 V型12気筒ディーゼルエンジン（1,370kW）1基により、弾性継手および遊星減速機を介して5翼の可変ピッチ・プロペラ（CPP）1軸を駆動する。一方、7ノット以下の掃討時には、補助電気推進によるアクティブラダーとバウスラスターを使用する。アクティブラダーとは舵に電動機を備えたものであり、本型においては88kWの交流電動機で駆動される固定ピッチ・プロペラ2基とされている。これらを含めた艦内電気装置への給電は、アスタズー社製ガスタービン発電機3基（各250kW）によって行われる。また一般航海用として160kWのディーゼル発電機1基も搭載される。艦内の電気系統は440V/60Hz三相である。

## 装備
対機雷戦システムとしてSkubermor IIIを備えている。これはフランス海軍がシルセ級機雷掃討艇で搭載したものの発展型で、機雷探知機としてDUBM-21、掃海艇情報処理装置としてEVEC20を用いるものである。またベルギーとオランダでは、これとは別に戦術情報処理装置としてSEWACO-Mを搭載する。このほか、テレゴン電子戦支援装置も搭載される。DUBM-21は、シルセ級のDUBM-20Aの改良型であり、トムソン・シントラ社の製品名としてはTSM-2021とされる。機雷探知用には100±10キロヘルツの周波数を使用しており、最大600メートルで探知可能とされている。一方、類別用としては420±30キロヘルツの周波数を使用して、0.17度の分解能を誇っている。
機雷処分具としては、やはりシルセ級のPAP-104が踏襲され、中深度に対応して発展したPAP-104 Mk.4が採用された。2機を搭載し、またこれに搭載する処分用の爆雷は27個を搭載している。なおフランス艇では、2001年よりダブル・イーグルの運用にも対応した。
シルセ級とは異なり、軽量掃海具も一式備えているが、展開は右舷側に限られる。係維掃海具としてはオロペサ型のOD-3が搭載されるが、感応掃海具は国により異なり、例えばオランダ艇ではフィンランド製のF.82磁気掃海具とスウェーデン製のAS.203音響掃海具が搭載される。掃海速力は8ノットまで、深度は90メートルまでとされている。

## 配備
当初は3ヶ国が15隻ずつを建造する予定であったが、後に建造数は削減され、最終的にはフランス11隻、オランダ12隻、ベルギー10隻となった。
| 当初取得国   | #    | 艇名                                      | 起工                               | 就役                                         | 退役                                         | その後                                                 |
| ------------ | ---- | ----------------------------------------- | ---------------------------------- | -------------------------------------------- | -------------------------------------------- | ------------------------------------------------------ |
| フランス     | M641 | エリダン Éridan                           | 1977年12月                         | 1984年 4月                                   | 2018年                                       |                                                        |
| フランス     | M642 | カシオペア Cassiopée                      | 1979年 3月                         | 1984年 5月                                   | 2022年 7月                                   |                                                        |
| フランス     | M643 | アンドロメダ Andromède                    | 1980年 3月                         | 1984年10月                                   |                                              |                                                        |
| フランス     | M644 | ペガーズ Pégase                           | 1980年10月                         | 1985年 5月                                   |                                              |                                                        |
| フランス     | M645 | オリオン Orion                            | 1981年 8月                         | 1986年 1月                                   |                                              |                                                        |
| フランス     | M646 | クロワ・デュ・シュド Croix du Sud         | 1982年 4月                         | 1986年11月                                   |                                              |                                                        |
| フランス     | M647 | エーグル Aigle                            | 1982年12月                         | 1987年 7月                                   |                                              |                                                        |
| フランス     | M648 | リラ Lyre                                 | 1983年10月                         | 1987年12月                                   |                                              |                                                        |
| フランス     | M649 | ペルセ Persée                             | 1984年10月                         | 1988年11月                                   | 2009年8月                                    |                                                        |
| フランス     | M650 | サジテール Sagittaire                     | 1988年11月                         | 1989年 7月                                   | 1992年 9月                                   | パキスタン海軍「ムンシフ」（M166）として再就役         |
| フランス     | M650 | サジテール Sagittaire                     | 1993年 2月                         | 1996年 4月                                   | フランス海軍にて就役中                       | フランス海軍にて就役中                                 |
| オランダ     | M850 | アルクマール HNLMS Alkmaar                | 1979年 1月                         | 1983年 5月                                   | 2001年 5月                                   | ラトビア海軍「ルージンシュ」（M-08）として再就役       |
| オランダ     | M851 | デルフザイル HNLMS Delfzijl               | 1980年 5月                         | 1983年 8月                                   | 2001年 6月                                   | ラトビア海軍「ヴィスヴァルディス」（M-07）として再就役 |
| オランダ     | M852 | ドルトレヒト HNLMS Dordrecht              | 1981年 1月                         | 1983年11月                                   | 2002年                                       | ラトビア海軍「ターリヴァルディス」（M-06）として再就役 |
| オランダ     | M853 | ハーレム HNLMS Haarlem                    | 1981年 6月                         | 1984年 1月                                   | 2011年9月                                    | 2011年、パキスタン海軍に売却                           |
| オランダ     | M854 | ハーリンゲン HNLMS Harlingen              | 1981年11月                         | 1984年 4月                                   | 2005年                                       | ラトビア海軍「イマンタ」（M-04）として再就役           |
| オランダ     | M855 | スヘーヴェニンゲン HNLMS Scheveningen     | 1982年 5月                         | 1984年 7月                                   | 2002年12月                                   | ラトビア海軍「ヴィエスチャーズ」（M-05）として再就役   |
| オランダ     | M856 | マーズルイス HNLMS Maassluis              | 1982年11月                         | 1984年12月                                   | 2011年9月                                    | 2011年、ブルガリア海軍に売却                           |
| オランダ     | M857 | マックム HNLMS Makkum                     | 1983年 2月                         | 1985年 5月                                   | オランダ海軍にて就役中                       | オランダ海軍にて就役中                                 |
| オランダ     | M858 | ミデルブルク HNLMS Middelburg             | 1983年 7月                         | 1986年12月                                   | 2011年9月                                    |                                                        |
| オランダ     | M859 | ヘレヴォエトスルイス HNLMS Hellevoetsluis | 1983年12月                         | 1987年 2月                                   | 2011年9月                                    |                                                        |
| オランダ     | M860 | シェーダム HNLMS Schiedam                 | 1984年 5月                         | 1986年 7月                                   | オランダ海軍にて就役中                       | オランダ海軍にて就役中                                 |
| オランダ     | M861 | ウルク HNLMS Urk                          | 1984年 9月                         | 1986年12月                                   | オランダ海軍にて就役中                       | オランダ海軍にて就役中                                 |
| オランダ     | M862 | シーエリクシー HNLMS Zierikzee            | 1985年 2月                         | 1987年 5月                                   | オランダ海軍にて就役中                       | オランダ海軍にて就役中                                 |
| オランダ     | M863 | フラールディンゲン HNLMS Vlardingen       | 1985年 7月                         | 建造途上でインドネシア海軍に売却（下記参照） | 建造途上でインドネシア海軍に売却（下記参照） | 建造途上でインドネシア海軍に売却（下記参照）           |
| オランダ     | M864 | ウィレムスタット HNLMS Willemstad         | 1985年 3月                         | 建造途上でインドネシア海軍に売却（下記参照） | 建造途上でインドネシア海軍に売却（下記参照） | 建造途上でインドネシア海軍に売却（下記参照）           |
| ベルギー     | M915 | アスター BNS Aster                        | 1983年 4月                         | 1985年12月                                   | ベルギー海軍にて就役中                       | ベルギー海軍にて就役中                                 |
| ベルギー     | M916 | ベリス BNS Bellis                         | 1983年 2月                         | 1986年 9月                                   | ベルギー海軍にて就役中                       | ベルギー海軍にて就役中                                 |
| ベルギー     | M917 | クロッカス BNS Crocus                     | 1984年10月                         | 1987年 2月                                   | ベルギー海軍にて就役中                       | ベルギー海軍にて就役中                                 |
| ベルギー     | M918 | ダイアンセス BNS Dianthus                 | 1985年 4月                         | 1987年 8月                                   | 1997年 5月                                   | フランス海軍「カプリコネ」（M653）として再就役         |
| ベルギー     | M919 | フクシア BNS Fuchsia                      | 1985年10月                         | 1988年 3月                                   | 1997年 5月                                   | フランス海軍「セフェ」（M652）として再就役             |
| ベルギー     | M920 | アイリス BNS Iris                         | 1986年 5月                         | 1988年10月                                   | 1997年 5月                                   | フランス海軍「ヴェルソ」（M651）として再就役           |
| ベルギー     | M921 | ロペリア BNS Lobelia                      | 1986年12月                         | 1989年 5月                                   | ベルギー海軍にて就役中                       | ベルギー海軍にて就役中                                 |
| ベルギー     | M922 | ミオソティス BNS Myosotis                 | 1987年 7月                         | 1989年12月                                   | 2004年                                       | ブルガリア海軍「トサイバー」として再就役               |
| ベルギー     | M923 | ナルシス BNS Narcis                       | 1988年 2月                         | 1990年 9月                                   | ベルギー海軍にて就役中                       | ベルギー海軍にて就役中                                 |
| ベルギー     | M924 | プリムラ BNS Primula                      | 1988年11月                         | 1991年 5月                                   | ベルギー海軍にて就役中                       | ベルギー海軍にて就役中                                 |
| パキスタン   | M167 | ムハフィズ PNS Muhafiz                    | 1995年 7月                         | 1996年 4月                                   | パキスタン海軍にて就役中                     | パキスタン海軍にて就役中                               |
| パキスタン   | M168 | ムジャヒド PNS Mujahid                    | n/a                                | 1998年 7月                                   | パキスタン海軍にて就役中                     | パキスタン海軍にて就役中                               |
| インドネシア | 711  | プラウ・レンガト KRI Pulau Rengat         | オランダ海軍 向けに建造 途上で取得 | 1988年 3月                                   | インドネシア海軍にて就役中                   | インドネシア海軍にて就役中                             |
| インドネシア | 712  | プラウ・ルパト KRI Pulau Rupat            | オランダ海軍 向けに建造 途上で取得 | 1988年 3月                                   | インドネシア海軍にて就役中                   | インドネシア海軍にて就役中                             |

## 登場作品
『レスキューチーム 第40部隊』
架空艦「クリムロ」が登場。ベルギー空軍のシーキング Mk.48捜索救難ヘリコプターが行う潜水士の降下訓練における降下先となっており、主人公の潜水士が甲板上に降下する。
撮影には、「プリムラ」が使用されている。